# みこさんのミラクルボード
『みこさんのミラクルボード』は、2002年に公開されたPowerWindsによるWindows用の3Dアクションゲーム。

## 概要
ホバーボードに乗った巫女のみこさんを操ってゴールを目指す、通り抜け面クリアタイプのゲームである。ベクターのウェブサイトからダウンロードできる。
ボードは操作によっては多彩な動きが可能となっており、操作次第では、通常のジャンプでは届かない距離の浮き島に「ハイジャンプ＋ブースト」と呼ばれる方法で飛び移ることや、垂直な壁を「壁ジャンプ」と呼ばれる方法で登ることなどが可能となる。走行コースはかなり難しく出来ており、前述のような特殊な操作を必要とする場所がコース上に普通に多数存在するため、クリアするだけでも手強いとされている。また、走行コース上にある「リボン」をすべて取ってクリアすると「コンプリートクリア」として扱われる点や、タイムアタック要素もあるなど、単なるクリア以上の楽しみも備えたゲーム内容となっている。
2002年の公開当時は有料で頒布されていたが、2003年2月25日にフリーウェア化された。当時はインターネットランキングに対応しており、最速プレイを作者のサイトから取得してリプレイを確認することや最速プレイのゴーストとの対決プレイも可能であったが、作者ページの閉鎖に伴い機能しなくなっている。

## ゲーム内容
コースアウトしないようにゴール（金色のリボン）に到達すれば面クリアとなっている。全5面となっている。
このゲームには「ブーストゲージ」と呼ばれる概念があり、主人公は「ブーストゲージ」を消費して「ブースト」と呼ばれる加速を行なうことが可能となっている。「ブーストゲージ」は特定条件下で回復する。左から右に滑り落ちる斜面のような場所では、ブーストを使わずに走行しても走行速度が足らず、斜面を右に滑り落ちてしまうような場合もある。また、遠くの浮き島にジャンプで飛び移る場合など、ブーストが必須の場所は多数ある。また、ブーストの加速はゴールに到達するまでの時間を短縮させるために重要であり、ブーストの使用、多種のブースト（後述）の使い分けがタイムアタックの要と言える。
面の途中には各面5つの「リボン」が配置されている。「リボン」を全て取ってクリアすると「コンプリートクリア」として扱われ、「通常のクリア」とは別のタイムアタックとして扱われる。
主人公はライフゲージ（ハート）を持っており、コース上の敵や「木のトゲ」に接触すると、1減らされる。全てのライフゲージを失うと、ミスとなる。また、コースアウトした場合もミスとなる。ミスをするとプレイヤー残数（画面上にはボードの数として表示）が減らされ、残数が0になればゲームオーバーとなる。ミスをすると、通常は面の始めからの再開となるが、面の途中に配置されている「鳥居」をくぐると中間セーブ扱いとなり、ミスをしても「鳥居」の位置からの再開となる。また「コイン」取得数や「リボン」取得数も「鳥居」をくぐった段階でセーブされる。

## ブーストシステム
主人公は「ブーストゲージ」を消費して「ブースト」と呼ばれる加速を行なうことが可能となっている。「ブースト」を使用すると、青ゲージを一定量消費するとともに、消費量分が赤ゲージに置き換わる。赤ゲージは徐々に減少し、一定時間後に赤ゲージは消滅する。赤ゲージが残っている間は次の「ブースト」を使うことができない。「ブーストゲージ」を消費しきった場合も「ブースト」を使うことができなくなる。
「ブーストゲージ」は、走行速度が一定以下となるか、バク宙、コインの取得によって回復する。コイン取得時は赤ゲージも即座に消滅するため、コインを取っている最中は連続ブーストも可能である。

## 操作方法
方向キー（テンキー）、ブーストキー（Z）、メニューキー（X）、ジャンプキー（C）にて操作する。なお、メニューキーは、ポーズやリタイヤなどのメニューを表示するためのものであり、主人公の動きを操作するためのものではない。
上下キーは、主人公の走行速度を上げ下げするために用いられる。下キーで減速、上キーで加速である。下キーを押し続けても微速ながら前進する。また、上キーを押しつづけても加速には限界があり、より速度を上げるにはブーストを使う必要がある。ブーストキーのみで通常ブースト、上キー＋ブーストキーで前ブースト（より高速なブースト）となる。前ブーストを連続して使用することで主人公は加速する。
左右キーは、主人公の向きを変えるのに用いられる。左右のキーを押しっぱなしにすると、平地の場合、ぐるぐる回りつづけることになる。左右キー＋ブーストキーで急旋回＋ブーストによる加速の効果が得られる。なお、左右ブーストにおけるブーストゲージの使用量は、通常ブーストや前ブーストよりも少なくなっている。
ジャンプキーは、主人公をジャンプさせるために使用する。ジャンプ中も、左右ブーストや前ブーストが可能（通常ブースト操作は前ブースト相当）である。
下キー＋ブーストキーでバク宙が可能である。また、バク宙の着地時にジャンプキーを押下することで、通常より高くジャンプするハイジャンプが可能である。ハイジャンプと空中前ブーストの併用することで、ロングジャンプが可能となる。また、空中でバク宙することも可能である。空中でのバク宙では浮遊効果が得られるため、通常よりも飛距離を伸ばすことが可能となる。
バク宙の際に、ブーストキーを一定時間以上押しっぱなしにし、空中でブーストキーを離すことで、通常のブーストの加速を超えた、ハイパーブーストが可能となる。
ジャンプ中、壁に接触するタイミングでジャンプキーを押下することで、壁ジャンプを行なうことが可能である。壁ジャンプを行なうと、壁から弾かれるようなジャンプ軌道となるが、空中左右ブーストと併用する（角度次第ではブースト不要であったり、複数回ブースト必要であったりする）ことで垂直な壁や逆ハング気味の壁を登ることが可能である。離れ島に飛び移る際、離れ島の上に到達できない場合でも、離れ島の壁にさえ到達すれば、壁ジャンプを併用することで離れ島の上に飛び移ることが可能である。

## コースに出現するアイテム・キャラクター類
赤いリボン
各面5つ登場する。全てのリボンを取得して面クリアすると「通常のクリア」ではなく「コンプリートクリア」として扱われ、タイムアタックも別枠で扱われる。
金色のリボン
ゴール地点である。到達すると面クリアとなるが、一部の面では高速で金色のリボンに到達すると、到達後の減速が間に合わず、停止しきれずにコースアウトしてしまう場合がある。
コイン
ブーストゲージの回復を行なうことができる。
ジャンプ台
向けられた方向（上や、コース前方）にジャンプすることができる。
敵
お化けのようなキャラクター。単純に接触するとライフゲージが減らされてしまう。ブースト（ブーストの加速中の状態）やハイジャンプ（ジャンプ直後）で接触すれば倒すことができる。
木のトゲ
接触するとライフゲージが減らされてしまう。
石のトゲ
接触するとミスとなってしまう。
鳥居
コース中間のセーブ地点。くぐらないとセーブ効果はない。

## 評価
ベクターの「新着ソフトレビュー」では「スピード感にあふれ非常にエキサイティングな3Dアクションゲーム」として紹介され、「さまざまなテクニックを駆使でき、ステージ攻略の自由度も非常に高い」と評価されている。そして「ゲームの難易度はものすごく高い」が、プラクティクスモードにおいて「テクニックの詳しい解説および見本とともにクリアすべき課題が用意されており、これによりしっかりと個別のテクニックを自分のものにすることができる」とされている。また「サーバを利用して最新のレコード情報を取得し、そのゴーストと競争できるタイムアタックも非常に面白い」とも評されている。
窓の杜のコーナー「週末ゲーム」では「スピード感や浮遊感もたっぷり楽しめる、気分爽快な作品」として紹介されている。そこでは「見た目の可愛らしさとは裏腹に、難度はかなり高い」ため「しっかりコースを覚え、なおかつ完璧にボードを操らないと、ゴールまでたどり着くことはできない」とされており、「だからこそスリリングで、挑戦しがいがある」と評されている。